# Annette Wehrmann
Annette Wehrmann (* 10. Juni 1961 in Hamburg; † Mai 2010, ebenda) war eine deutsche Konzeptkünstlerin und Autorin.

## Leben
Annette Wehrmann studierte von 1985 bis 1993 Freie Kunst an der Hochschule für Bildende Künste Hamburg und an der Frankfurter Städelschule Frankfurt. Ihr Diplom machte sie bei Stanley Brouwn. Sie erhielt 1994 ein Arbeitsstipendium für Bildende Kunst der Stadt Hamburg, 2007 das Arbeitsstipendium Stiftung Kunstfonds (Bonn) und war 2007 Artist in Residence im Wiener quartier21.
Die „Sprengungen“ (1993), die als Aktionen im öffentlichen Raum in Hamburg stattfanden, gehören zu ihren bekanntesten Arbeiten. Ihre Fotoserie zu diesem Projekt ist nicht nur eine Dokumentation, sondern bildet auch einen eigenen Werkkomplex. Wehrmann nahm in den 1990er Jahren an der Politisierung der Kunst teil, interessierte sich für Formen der Selbstorganisation und betrieb diese auch. Sie arbeitete letztlich als Einzelperson, stand aber immer im Austausch mit vielen Gruppierungen. 
Wehrmann starb während der Vorbereitungen für die Ausstellung „Hacking the City“ des Essener Museum Folkwang. Sie wurde am 20. Mai 2010 von Freunden in ihrer Wohnung aufgefunden, das genaue Datum ihres Todes ist nicht bekannt.

## Werk
Wehrmann entwickelte eine Position zwischen Skulptur und Intervention, die kunsthistorisch unter Konzeptkunst, Aktionskunst und Situationistischer Internationale subsumiert wird.
Für die Bundesgartenschau 2001 in Potsdam transformierte Wehrmann einen sowjetischen Militärwachturm in einen Spiegelpavillon („Der Turm“). „Das Konzept der BUGA sah vor, dass die Geschichte dieses Ortes nicht ganz und gar verleugnet wird. Ich habe einen dieser alten Wachtürme von innen entkernt, also die Aussichtsplattform und die nach oben führende Treppe entfernt, und in eine Art Spiegelkabinett verwandelt. Die Funktion war eigentlich umgekehrt: Ganz klassisch nach Foucault, hab ich den überwachenden Blick umgekehrt. Es entstand ein illusionär unendlicher Raum, wo die Grenzen nicht mehr erkennbar sind, wo vier bzw. fünf Spiegelwände ineinander spiegeln. Das ergab einen endlosen Raum, der eigentlich nur zwei Mal zwei Meter Grundfläche hatte“.
Neben ihren Texten zur Kunst verfasste Wehrmann auch literarische Texte. Mit ihren Lesungen von auf Luftschlangen niedergeschriebenen Texten, in denen sie Alltagsbeobachtungen mit philosophischen und ästhetischen Fragestellungen verknüpft, schuf sie eine Art Visuelle Poesie in der dritten Dimension. Mit dem Projekt „Ort des Gegen“ begab sich die Künstlerin auf die Suche nach Leerstellen im weitgehend definierten öffentlichen Raum, die mit eigenen Versionen eines persönlichen Widerstands aufgeladen werden können. „Der ‘Ort des Gegen’ bezeichnet eine Bruchstelle für zweckfreie Negation, insbesondere für ein zweckfreies Vergehen von Zeit, materialisiert in der Zunahme/Anhäufung von Abfall.“
Ihre Installation „Aaspa“ wurde für die Skulptur Projekte 2007 in Münster konzipiert. Wehrmann sperrte das Ufer des Aasees, um dort eine Baustelle einzurichten.
2011 gründete sich in Hamburg der „Ort des Gegen“ zur Rettung und Bewahrung des künstlerischen Nachlasses von Annette Wehrmann. Die Mitglieder des Vereins sind Künstler und Autoren, die zu ihrem zum Freundeskreis gehörten oder mit ihr zusammengearbeitet haben.

## Preise
- 2012: Edwin-Scharff-Preis an Ort des Gegen e.V. (Aufarbeitung des Nachlasses von Anette Wehrmann)

## Ausstellungen (Auswahl)

### Einzelausstellungen
- 1991: Spielfelder, Produzentengalerie Kassel
- 1992: Künstlerhaus Weidenallee, Hamburg
- 2001: UFOrama, plattform, Berlin
- 2002: Gegn, SIM Reykjavík, Island
- 2003: raus! – ein Umbau, Verein 88 im Elektrohaus Hamburg
- 2012: Gehirn und Geld, Hamburger Kunsthalle

### Gruppenausstellungen, Gemeinschaftsprojekte
- 1993: Peripatos, Goetheinstitut Thessaloniki
- 1993: Made In Hamburg, Kunsthaus Hamburg
- 1994: 3.3.. Halle Kampnagel K3, Hamburg
- 1994: Ihr Plan, interimsgalerie 2 des Kunstvereins München
- 1994: Agent Artists, P.S. 1 Museum, New York
- 1995: Messe 2ok – talklng the economics, Köln
- 1995: Erste Wahl, Kunstverein Hamburg
- 1995: Exoteric Bar, Kunsthalle Stuttgart e.V.
- 1996: Ein Denkmal für Bakunin, Neue Gesellschaft für Bildende Kunst, Berlin
- 1996: Turistaosztály – nagy szabadsag …, pbk/projektgruppe Hamburg und Vizivárosi Galéria, Budapest
- 1997: Bridge – the map is not the territory, AG Fleetinsel, Hamburg
- 1998: Artainment - Kunst und Unterhaltung, Sprengel Museum Hannover
- 1999: mondo immaginario, Shedhalle Zürich
- 2000: urban neighbourhoods, KünstlerHaus Bremen
- 2001: Freie Wahlen - Junge Kunst: Selbstorganisation und Marktsituation, Staatliche Kunsthalle Baden-Baden
- 2001: A poezis elven - Das poetische Prinzip, Literaturfestival, Budapest
- 2001: Der Turm, Künstlerhaus Weidenallee, Hamburg
- 2003: HARAKIRI BONBON, Kunsthaus Hamburg
- 2003: Ort des Gegen, Künstlerhaus Stuttgart
- 2003: Ladyfest Hamburg
- 2003: Niemandsländer - zur Topographie des Zwischen,  izkt  – Internationales Zentrum für Kultur- und Technikforschung, 
 Universität Stuttgart
- 2003: Mothers of Invention – where is performance coming from, MUMOK, Wien
- 2004: Heil Dich Doch Selbst! - Die Flick-Collection wird geschlossen! HAU2, Berlin
- 2006: Betrifft Scheibbs. Leben in einer österreichischen Stadt Scheibbs/Niederösterreich
- 2007: Skulptur Projekte Münster
- 2007: Portrait  of the artist as a researcher, Freiraum in MQ, Wien
- 2007: Work Fiction, Kunstverein Wolfsburg
- 2007: Achtung Sprengarbeiten! Neue Gesellschaft für Bildende Kunst, Berlin[7]
- 2008: ANTIPODIUM Studien- und Festwochen, Palais Thurn und Taxis Bregenz
- 2009: POP UP!, Ludwig Forum für Internationale Kunst, Aachen
- 2010: Hacking the City, Museum Folkwang, Essen

## Werke im öffentlichen Raum
- Der Turm, Volkspark Potsdam, Georg-Hermann-Allee 101, Potsdam

## Veröffentlichungen  in verschiedenen Kunstzeitschriften
- Texte zur Kunst, Heft 37, 2000, Bildstrecke Künstlerverzeichnis und Foto der Blumensprengungen
- Texte zur Kunst (Jg. 20, H. 79, 2010): Nachrufe (von Sabeth Buchmann, Alice Creischer, Hans-Christian Dany, Inga Svala Thorsdottir, Andreas Siekmann)
- Feld, 06, 2010 (Nachruf)
- Kultur & Gespenster, 11, 2010 (Bildstrecke „Sprengungen“)
- U.a. in dérive, k-Bulletin, journal for northeast issues, DANK, NEID und SUPERUMBAU